# Dorte Passer
Dorte Passer (7. august 1951) er en dansk skuespiller og reklamefotograf, datter af skuespillerne Dirch Passer og Sigrid Horne-Rasmussen.
Omkring 1985 flyttede Dorte Passer sammen med sin mand, John, til England. Dette var kort efter hendes mors død, hvilket var en medvirkende årsag til, at hun tog fra Danmark, og sagde sit job på Nationalmuseet op.
Hun valgte at rejse til England, da hun i sin barndom flere gange var rejst dertil med sin far.

## Filmografi
- Pigen og millionæren - 1965
- Der var engang - 1966